# Halové mistrovství Evropy v atletice 1971
2. Halové mistrovství Evropy v atletice se uskutečnilo ve dnech 13. – 14. března 1971 v bulharské Sofii. Na programu bylo dohromady 23 disciplín (13 mužských a 10 ženských).

## Medailisté

### Muži
| Soutěž        | Zlato                                                                                       | Stříbro                                                                                | Bronz                                                                                             |
| ------------- | ------------------------------------------------------------------------------------------- | -------------------------------------------------------------------------------------- | ------------------------------------------------------------------------------------------------- |
| 60 m          | Valerij Borzov 6,6                                                                          | Jobst Hirscht 6,7                                                                      | Manfred Kokot 6,8                                                                                 |
| 400 m         | Andrzej Badeński 46,8                                                                       | Boris Savčuk 47,4                                                                      | Alexandr Bratčikov 47,6                                                                           |
| 800 m         | Jevgenij Aržanov 1:48,7                                                                     | Phil Lewis 1:50,5                                                                      | Andrzej Kupczyk 1:50,5                                                                            |
| 1500 m        | Henryk Szordykowski 3:41,4                                                                  | Vladimir Pantelej 3:41,5                                                               | Gianni Del Buono 3:42,1                                                                           |
| 3000 m        | Peter Stewart 7:53,6                                                                        | Wilfried Scholz 7:54,4                                                                 | Jurij Alexašin 8:01,2                                                                             |
| 60 m př.      | Eckart Berkes 7,8                                                                           | Alexandr Demus 7,9                                                                     | Sergio Liani 7,9                                                                                  |
| 4 x 400 m     | Polsko 3:11,1 Waldemar Korycki Jan Werner Jan Balachowski Andrzej Badeński                  | Sovětský svaz3:11,9 Siemion Koczer Jevgenij Borisenko Alexandr Bratčikov Boris Savčuk  | Bulharská lidová republika 3:15,6 Alexander Janev Alexander Popov Jordan Todorov Krastju Christov |
| 4 x 800 m     | Sovětský svaz 7:17,8 Valerij Taratynov Stanislav Meščerskič Alexej Taranov Viktor Semjaškin | Polsko 7:19,2 Krzysztof Linkowski Zenon Szordykowski Michał Skowronek Kazimierz Wardak | NSR 7:25,0 Paul-Heinz Wellmann Godehard Brysch Dieter Friedrich Bernd Eppler                      |
| Skok do výšky | István Major 2,17 m                                                                         | Jüri Tarmak 2,17 m                                                                     | Endre Kelemen 2,17 m                                                                              |
| Skok o tyči   | Wolfgang Nordwig 5,40 m                                                                     | Kjell Isaksson 5,35 m                                                                  | Jurij Isakov 5,30 m                                                                               |
| Skok daleký   | Hans Baumgartner 8,12 m                                                                     | Igor Ter-Ovanesjan 7,91 m                                                              | Vasile Sarucan 7,88 m                                                                             |
| Trojskok      | Viktor Sanějev 16,83 m                                                                      | Carol Corbu 16,83 m                                                                    | Gennadij Savlevič 16,24 m                                                                         |
| Vrh koulí     | Hartmut Briesenick 20,19 m                                                                  | Valerij Vojkin 19,54 m                                                                 | Ricky Bruch 19,50 m                                                                               |

### Ženy
| Soutěž        | Zlato                                                                                              | Stříbro                                                                                           | Bronz |
| ------------- | -------------------------------------------------------------------------------------------------- | ------------------------------------------------------------------------------------------------- | --- |
| 60 m          | Renate Stecherová 7,3                                                                              | Sylviane Telliezová 7,4                                                                           | Annegret Irrgangová 7,4                                                                                  |
| 400 m         | Věra Popkovová 53,7                                                                                | Inge Böddingová 54,3                                                                              | Maria Sykorová 54,4                                                                                      |
| 800 m         | Hildegard Falcková 2:06,1                                                                          | Ileana Silaiová 2:06,5                                                                            | Rosemary Stirlingová 2:06,6                                                                              |
| 1500 m        | Margaret Beachamová 4:17,2                                                                         | Ljudmila Braginová 4:17,8                                                                         | Tamara Pangelovová 4:18,1                                                                                |
| 60 m př.      | Karin Balzerová 8,1                                                                                | Annelie Ehrhardtová 8,1                                                                           | Teresa Sukniewiczová 8,3                                                                                 |
| 4 x 200 m     | Sovětský svaz 1:37,1 Marina Nikiforovová Taťána Kondraševová Ludmila Axenovová Natalja Čisťakovová | NSR 1:38,0 Annelie Wildenová Elfgard Schittenhelmová Annegret Kronigerová Christine Tackenbergová | Bulharská lidová republika 1:39,7 Ivanka Venkovová Ivanka Košničarská Sofka Kazandševová Monka Bobčevová |
| 4 x 400 m     | Sovětský svaz 3:36,6 Ljubov Finogenovová Galina Kamardinová Věra Popkovová Ludmila Axenovová       | NSR 3:39,6 Gisela Ahlemeyerová Gisela Ellenbergerová Annette Ruckesová Christa Czekayová          | Bulharská lidová republika 3:47,8 Světla Zlatěvová Stefka Jordanovová Dšena Binevová Tonka Petrovová     |
| Skok do výšky | Milada Karbanová 1,80 m                                                                            | Věra Gavrilovová 1,80 m                                                                           | Cornelia Popescuová 1,78 m                                                                               |
| Skok daleký   | Heide Rosendahlová 6,64 m                                                                          | Irena Szewińská 6,56 m                                                                            | Viorica Viscopoleanuová 6,53 m                                                                           |
| Vrh koulí     | Naděžda Čižovová 19,70 m                                                                           | Margitta Gummelová 19,50 m                                                                        | Antonina Ivanovová 18,69 m                                                                               |

## Medailové pořadí
| Umístění | Stát                       | Zlato | Stříbro | Bronz | Celkem |
| -------- | -------------------------- | ----- | ------- | ----- | ------ |
| 1.       | Sovětský svaz              | 8     | 9       | 6     | 23     |
| 2.       | NSR                        | 4     | 4       | 2     | 10     |
| 3.       | NDR                        | 4     | 3       | 1     | 8      |
| 4.       | Polsko                     | 3     | 2       | 2     | 7      |
| 5.       | Velká Británie             | 2     | 1       | 1     | 4      |
| 6.       | Maďarsko                   | 1     | 0       | 1     | 2      |
| 7.       | Československo             | 1     | 0       | 0     | 1      |
| 8.       | Rumunsko                   | 0     | 2       | 3     | 5      |
| 9.       | Švédsko                    | 0     | 1       | 1     | 2      |
| 10.      | Francie                    | 0     | 1       | 0     | 1      |
| 11.      | Bulharská lidová republika | 0     | 0       | 3     | 3      |
| 12.      | Itálie                     | 0     | 0       | 2     | 2      |
| 13.      | Rakousko                   | 0     | 0       | 1     | 1      |